# Selvaggi in fuga
Selvaggi in fuga (Hunt for the Wilderpeople) è un film del 2016 scritto, diretto ed interpretato da Taika Waititi.

## Trama
In Nuova Zelanda, Ricky, un ragazzino di città, viene dato in affido a una famiglia di campagna. Si sente subito a casa con la nuova famiglia affidataria: la zia Bella, l'irascibile zio Hec e il cane Tupac. A seguito di un drammatico avvenimento, Ricky rischia di essere spedito in un'altra casa. Ciò spingerà il ragazzino ed Hec a fuggire nei boschi. Con la caccia all'uomo che ne consegue, i due sono costretti a mettere da parte le loro divergenze e a collaborare per sopravvivere.